# Râul Țapu, Palanca
Râul Țapu este un curs de apă, afluent al râului Râmnicel. 